# Oceanska linijska ladja
Oceanska linijska ladja je potniška ladja, ki se uporablja predvsem za prevoz potnikov po morjih in oceanih. Linijske ladje lahko prevažajo tudi tovor ali pošto, včasih pa se lahko uporabljajo tudi v druge namene (na primer za križarjenja, za potovanja ali kot vojaške in bolniške ladje). 
Tovorne potniške ladje, ki plujejo po urniku, se imenujejo linijske ladje. V to kategorijo niso vključeni trajekti ali druga plovila, ki se ukvarjajo s trgovino na kratkih plovbah po morju, niti namenske križarke, pri katerih je plovba in ne prevoz glavni namen potovanja. Prav tako ne vključujejo tramvajskih parnikov, tudi tistih, ki so opremljeni za sprejem omejenega števila potnikov. Nekatera pomorska ladjarska podjetja svoje ladje označujejo kot "linijske" in svoje kontejnerske ladje, ki pogosto plujejo po določenih pomorskih poteh po določenem voznem redu.  
Oceanske ladje so običajno močno zgrajene z visokim in močnim bokom, ki lahko zaustavi velike morske valove in druge neugodne razmere na odprtem oceanu. Poleg tega so pogosto načrtovane in zgrajene z debelejšimi oblogami trupa, kot jih najdemo na križarkah, in imajo velike zmogljivosti za gorivo, hrano in druge potrošne materiale na dolgih potovanjih. 
Prve oceanske linijske ladje so bile zgrajene sredi 19. stoletja. Tehnološke novosti, kot sta parni stroj in jekleni trup, so omogočile gradnjo večjih in hitrejših ladij, kar je povzročilo konkurenco med svetovnimi silami, še posebej med Združenim kraljestvom, Francijo in Nemčijo. Ko je bila prevladujoča oblika potovanja med celinami, so se po drugi svetovni vojni linijske ladje, ki so bile zgrajene dolga leta pred vojno, v veliki meri zastarele. Pomemben je bil tudi napredek v avtomobilski in železniški tehnologiji. Potem ko se je leta 2008 upokojila RMS Queen Elizabeth 2, je edina ladja, ki še vedno obstaja tako kot njena sestrska oceanska ladja, RMS Queen Mary 2. Od številnih ladij, zgrajenih v desetletjih, je preživelo le devet oceanskih linijskih ladij, zgrajenih pred letom 1967.